# 劳拉·钦奇利亚
劳拉·秦齊亞（西班牙語：Laura Chinchilla，1959年3月28日—），哥斯达黎加政治人物，前哥斯达黎加总统。

## 早年
1959年3月28日，秦齊亞出生于哥斯达黎加首都圣何塞，1977年进入哥斯达黎加科学政治大学学习。1994年，秦齊亞出任哥斯达黎加公共安全部副部长，1996年出任公共安全部部长。2006年，钦奇利亚出任哥斯达黎加副总统。

## 總統
2010年2月7日，秦齊亞作为國家自由党的总统候选人参与哥斯达黎加总统选举并胜出，成为哥斯达黎加历史上首位女总统。